# Kosovo e Metochia
La Provincia autonoma di Kosovo e Metochia (in serbo Аутономна Покрајина Косово и Метохија?, Autonomna Pokrajina Kosovo i Metohija) è una provincia autonoma della Serbia. 
La maggior parte del territorio è de facto controllato dall'autoproclamata Repubblica del Kosovo: dal punto di vista della Serbia e dell'Organizzazione delle Nazioni Unite, il territorio occupato corrispondente alla Repubblica del Kosovo, che ha dichiarato la sua indipendenza nel 2008, e che corrisponde anche alla provincia dell'ex Jugoslavia prima del suo scioglimento da parte della Repubblica Federale di Jugoslavia, della guerra del Kosovo, dell'intervento della missione provvisoria delle Nazioni Unite in Kosovo (terminata e successivamente sostituita da una missione provvisoria dell'Unione Europea), poi da una Serbia stricto sensu, a seguito dell'indipendenza del Montenegro.
L'Ufficio per il Kosovo e la Metochia (Канцеларија за Косово и Метохију), creato nel 2012, è l'ente governativo della Serbia ufficialmente responsabile della provincia.